# 堀口氏
堀口氏（ほりぐちし）は、上野国新田郡堀口郷を本貫地とした武家。本姓は源氏。家系は河内源氏・源義家の三男である源義国の子、源義重を祖とする新田氏の支流の一族。
上野国新田郡堀口郷（現在の群馬県太田市堀口）、武蔵国（現在の埼玉県ときがわ町）の豪族として活躍した。

## 概要
新田氏4代当主の新田政義の三男・堀口家貞（孫次郎家員）が新田荘堀口郷を分割拝領し、堀口氏を興したのが始まりとされる。
家貞の嫡男貞義が堀口郷を相続し、庶子の貞政が一井郷（太田市新田市野井）を相続し、一井氏（いちのいし）と称した。一井貞政の姉は江戸泰重の正室で、江戸長門の生母となった。
貞義の養女が新田義貞の生母との説もある（朝氏の項目参照）。家貞の末子の貞昭は矢島氏（尾島氏）と称したという。
貞義の生母は評定衆も務めた伊具流北条有時の娘といわれており、本宗家が失脚した後に何らかの伝手を掴んだと思われる。その甲斐があり、新田本宗家が無位無官であるのに対して貞義は従四位下美濃守にまで昇進している。
元弘3年（1333年）、貞義の嫡子貞満は、本宗家の義貞（親族系譜では一世代下だが同年代）の挙兵にも参加し、鎌倉攻略で活躍している。
戦後の論功で貞満は父と同じ美濃守に補任された。その後も一貫して義貞の重臣として活躍し、延元元年（1336年）に、後醍醐天皇一向が比叡山で足利尊氏に包囲され、義貞に無断で尊氏と和睦をして比叡山を下山しようとした。
その時、貞満は強引に後醍醐帝の輿を止めて直訴した話は『太平記』で有名な一節である。
その後、貞満は嫡子の貞祐らとともに本宗家と共に一貫して南朝方として奮戦し、没落したという。

## 美濃堀口氏
貞満の直系の子孫の一派（「美濃守」の称号を持った貞満の末子の貞安の子の貞治の系統とする）は、美濃国大野郡坂本村（岐阜県揖斐郡揖斐川町（坂内村）の揖斐川上流付近）に土着し、坂本氏と称したという（後に本巣郡に移住した。代々、坂本三郎と称した）。
美濃坂本氏は戦国時代には齋藤氏や明智氏に仕えたという。
現在では、群馬県太田市付近から旧鎌倉街道沿いの埼玉県熊谷市、ときがわ町（旧たまがわ村）、東松山市付近にその子孫が居住し、地元の名士などとなっている。

## 若狭堀口氏
堀口氏の支流にあたる義継の子孫は若狭大飯郡に土着し国人として続いた。織豊期には帰農するものも現れ子孫は大飯郡一円に広がり栄えた。また江戸時代に若狭小浜藩酒井家に仕える系統もでた。

## 系譜
```
　　　　
新田政義

　　　 ┏━┻━┳━━━━┓
　　　
政氏
　
大館家氏
　
堀口家貞

　　　　　　　　　　 ┏━┻━━┳━━━━┓
　　　　　　　　　　
貞義
　　
一井貞政
　
尾島貞昭

　　 ┏━━━┳━━━┻━━━━━━━━┳━━━┓
　　
貞樹
　　
貞満
　　　　　　　　　　　
行義
　　
義之

　　　　 ┏━┻┳━━━━┳━━┓　　　┃
　　　　
義満
　
貞祐
　　　
貞親
　
貞安
　　
義継

　　　　 ┏━━┻━┓　　┃　　┃
　　　　
貞兼
　　　
貞重
　
義忠
　
貞治

　　　　　　　　　　　　　　　 ┃
　　　　　　　　　　　　　　
義興

　　　　　　　　　　　　　　　 ┃
　　　　　　　　　　　　　　
坂本貞興
?（
坂本氏
、
美濃国
大野郡
坂本村
が発祥地とされる）
　　　　　　　　　　　　　　　 ┃
　　　　　　　　　　　　　　　
貞正

　　　　 　　　　　　　　　┏━┻━┓
　　　　　　　　　　　　　
貞春
　　
貞之
　　
```

## 庶家
- 一井氏
- 尾島氏（矢島氏とも）
- 亀岡氏
- 坂本氏 - 諸説あり。